# 聖安 (密蘇里州)
聖安（英語：St. Ann）是位於美國密蘇里州聖路易斯縣的城市。

## 人口
根據2020年美國人口普查的數據，聖安的面積為8.17平方千米，皆為陸地。當地共有人口13019人，而人口密度為每平方千米1,594人。